# 霍赫基希
霍赫基希（德語：Hochkirch）是德国萨克森州的市镇，隶属于包岑县。总面积为41.75平方千米，截至2023年12月31日总人口为2,225人。